# ADX (Band)
ADX ist eine französische Speed- und Thrash-Metal-Band aus Paris, die im Jahr 1982 gegründet wurde, sich 1992 auflöste und 2006 wieder zusammenfand.

## Geschichte
Die Band wurde im Jahr 1982 gegründet. Nach der Veröffentlichung einiger Demos, erreichte die Band einen Vertrag mit Devil’s Records im Jahr 1985, worüber ihr Debütalbum Exécution im selben Jahr veröffentlicht wurde. Das zweite Album folgte 1986 unter dem Namen La terreur bei Sydney Productions. Im August 1987 folgten die Aufnahmen zum dritten Album Suprematie. Danach folgte die Aufnahme des ersten Live-Albums, das im Jahr 1988 unter dem Namen Exécution publique erschien. Danach folgten weitere Auftritte zusammen mit Bands wie Sacred Reich, Agressor, Coroner, Risk und Rage. Die Band unterschrieb dann einen Vertrag bei Noise Records und veröffentlichte das erste englischsprachige Album Weird Visions im Jahr 1991. Da die Verkaufszahlen jedoch nicht zufriedenstellend waren, löste sich der Vertrag mit Noise Records wieder auf, sodass die Band im Jahr 1992 zerbrach.
Im Jahr 1998 wurde Exécution auf CD veröffentlicht. Zur Feier der Veröffentlichung spielte die Band ein Konzert in Paris. Zudem wurde das neue Album Résurrection aufgenommen, wobei Gründungsmitglied Betov nicht auf dem Album vertreten war. Im Februar 2006 fand die Band endgültig wieder zusammen und bestand nun aus Gitarrist Pascal Betov, Schlagzeuger Didier „Dog“ Bouchard, Bassist Claude „KLOD“ Thill, Sänger Phil Grelaud und Gitarrist Bernard Y. Queruel. Nach einer Tournee zur Wiedervereinigung durch ganz Frankreich begannen die Arbeiten zu einem neuen Album. Division blindée wurde im Mai 2008 bei Bernett Records veröffentlicht. In den Jahren 2010 und 2011 folgten mit Terreurs und Immortel die nächsten beiden Alben.

## Stil
Die Band spielt klassischen Thrash- und Speed-Metal der 1980er Jahre und wird mit Bands wie Exodus und alten Metallica verglichen.

## Diskografie
| Jahr | Typ         | Titel              | Label                 |
| ---- | ----------- | ------------------ | --------------------- |
| 1984 | Demo        | Demo               | Eigenveröffentlichung |
| 1985 | Album       | Le fléau de Dieu   | Devil’s Records       |
| 1986 | Album       | La terreur         | Sydney Productions    |
| 1987 | Demo        | Suprématie         | Sydney Productions    |
| 1987 | Demo        | Promo Tape I       | Eigenveröffentlichung |
| 1988 | Live-Album  | Exécution publique | Sydney Productions    |
| 1990 | Album       | Weird Visions      | Noise Records         |
| 1990 | Demo        | Promo Tape II      | Demo                  |
| 1998 | Album       | Résurrection       | XIII Bis Records      |
| 1998 | Kompilation | In memorium        | XIII Bis Records      |
| 2001 | Live-Album  | VIII sentence      | Axe Killer Records    |
| 2008 | Album       | Division blindée   | Barnett Records       |
| 2010 | Album       | Terreurs           | Barnett Records       |
| 2011 | Album       | Immortel           | XIII Bis Records      |
| 2020 | Album       | Bestial            | Adx Music             |